# Герасимовка (Новосергієвський район)
Гера́симовка (рос. Герасимовка) — село у складі Новосергієвського району Оренбурзької області, Росія.

## Населення
Населення — 857 осіб (2010; 935 у 2002).
Національний склад (станом на 2002 рік):
- росіяни — 90 %